# 萨莫拉足球俱乐部 (委内瑞拉)
萨莫拉足球俱乐部（西班牙语：Zamora Fútbol Club），是委内瑞拉巴里纳斯市的一个足球俱乐部，主场位于阿古斯丁·托瓦尔体育场。

## 荣誉
- 委内瑞拉杯: 2

1980, 1982